# Gnamptogenys strigata
Gnamptogenys strigata is een mierensoort uit de onderfamilie van de Ectatomminae. De wetenschappelijke naam van de soort is voor het eerst geldig gepubliceerd in 1868 door Norton.